# Matteo Manassero
Matteo Manassero (nascido em 19 de abril de 1993) é um jogador profissional italiano de golfe que joga nos torneios do Circuito Europeu e é o golfista mais jovem a vencer um torneio do Circuito.
Tornou-se profissional em 2010 e representou Itália na competição masculina de golfe nos Jogos Olímpicos de Verão de 2016, realizados no Rio de Janeiro, Brasil. Terminou em vigésimo terceiro lugar no jogo por tacadas individual.